# Quan hệ Indonesia – Libya
Quan hệ Indonesia – Libya là mối quan hệ ngoại giao giữa Indonesia và Libya, được thiết lập vào ngày 17 tháng 10 năm 1991. Indonesia có một đại sứ quán tại Tripoli và Libya có một đại sứ quán tại Jakarta. Cả hai quốc gia đều là thành viên của Tổ chức Hợp tác Hồi giáo và Phong trào không liên kết.
Tháng 9 năm 2003, tổng thống Indonesia Megawati Sukarnoputri đã viếng thăm Tripoli, và để đáp lại Muammar Gaddafi đã sang thăm Jakarta vào tháng 2 năm 2004. Sau sự kiện Mùa xuân Ả Rập và sự sụp đổ của Gaddafi, chính phủ Indonesia qua Bộ Ngoại giao đã đề nghị Libya hỗ trợ chuyển đổi sang nền dân chủ, vì trước đây Indonesia cũng đã có những kinh nghiệm tương tự.

## Đại sứ quán , lãnh sự quán
- Tại Libya :
- Tripoli ( Đại sứ quán )

- Tại Indonesia :
- Jakarta ( Lãnh sự quán )